# Encrucijada para una monja
Encrucijada para una monja (en italiano: Violenza por una monaca) es una película dramática de coproducción hispano-italiana de 1967 dirigida por Julio Buchs protagonizada por Rosanna Schiaffino y John Richardson. Los derechos de la película fueron comprados por Universal, quien estrenó la película en Estados Unidos en 1971.

## Sinopsis
En el Congo Belga se ha producido una revuelta de los africanos simba, que matan a todos los blancos que encuentran. Allí hay un grupo de monjas misioneras que trabajan en una pequeña misión en la selva, donde trabaja como profesora de la escuela misionera sor Maria, hija de una familia acomodada que ha intentado evacuarla infructuosamente. Un día los simba asaltan la misión, y la cabeza del grupo, un hombre cruel y sin escrúpulos, viola a sor Maria. Cuando regresa a su país descubre que está embarazada.

## Reparto
- Rosanna Schiaffino ... Sor María
- John Richardson ... Dr. Pierre Lemmon
- Mara Cruz ... Lisa
- Ángel Picazo ... Padre Raymond
- Paloma Valdés ... Sor Blanche
- Lilí Murati ... Madre Claire
- Lex Monson ... Nangu
- Margot Cottens ... Madeleine
- Andrés Mejuto ... Michel
- Wilhem P. Elie ... Isaku
- Claudia Gravy ... Yvonne
- Lorenzo Terzon ... Jean
- María Fernanda Ladrón de Guevara ... Madre Superiora
- Antonio Pica ... Funcionario

## Premios
En los premios del Sindicato Nacional del Espectáculo de 1967 recibió el segundo premio, galardonado con 150 000 pesetas, y el premio a los mejores decorados.